# Obergericht Lüneburg
Das Obergericht Lüneburg war ein großes Obergericht im Königreich Hannover. Es hatte seinen Sitz in Lüneburg in Niedersachsen.
Nach der Revolution von 1848 wurde im Königreich Hannover die Rechtsprechung von der Verwaltung getrennt und die Patrimonialgerichtsbarkeit abgeschafft.
Zum 1. Oktober 1852 wurden 12 Große und 4 Kleine Obergerichte als Gerichte zweiter Instanz (vergleichbar mit heutigen Landgerichten), darunter das Obergericht Lüneburg eingerichtet.
Dem Obergericht Lüneburg waren folgende Amtsgerichte nachgeordnet:
- Amtsgericht Artlenburg
- Amtsgericht Bleckede
- Amtsgericht Bodenteich
- Amtsgericht Ebstorf
- Amtsgericht Harburg
- Amtsgericht Lüneburg
- Amtsgericht Medingen
- Amtsgericht Tostedt
- Amtsgericht Uelzen
- Amtsgericht Salzhausen
- Amtsgericht Winsen[3]

1859 wurde das Obergericht Dannenberg aufgehoben und sein Gerichtsbezirk dem des Obergerichtes Lüneburg zugeordnet.
Mit der Annexion Hannovers durch Preußen wurde es zunächst zu einem preußischen Obergericht und wurde 1879 in das Landgericht Lüneburg umgewandelt.

## Richter
- Christian Wilhelm Lindemann, Direktor 1852–1859
- Karl von Müller, Direktor 1859–1867
- August Carl Ernst von Werlhof, Direktor 1867–1876